# Xã Milks Grove, Quận Iroquois, Illinois
Xã Milks Grove (tiếng Anh: Milks Grove Township) là một xã thuộc quận Iroquois, tiểu bang Illinois, Hoa Kỳ. Năm 2010, dân số của xã này là 214 người.